# Padi (König)
Padi war ein König von Ekron Ende des 8. vorchristlichen Jahrhunderts.
Im Bericht zu seinem dritten Feldzug (702/701 v. Chr.) beschreibt der assyrische König Sanherib, wie die Stadtoberen und Einwohner von Ekron ihren König, der ein Vasall Sanheribs war, an Hiskija von Juda auslieferten. Dieser hatte sich ebenso wie König Zidqa von Aschkelon nicht den Assyrern unterworfen und wurde nun ebenfalls Opfer einer Strafaktion. Infolge des dritten Feldzuges wurde Padi von Sanherib wieder als König von Ekron eingesetzt, jedoch mit einem zu leistenden Tribut belegt. Dafür erhielt Padi, ebenso wie die Könige Mitinti von Aschdod und Zilbel von Gaza, Teile des Reiches Juda, welches nun auf das Stadtgebiet von Jerusalem und dessen nähere Umgebung beschränkt blieb. Für das Jahr 699 v. Chr. wird Padi als Absender einer Lieferung Silber genannt.
Weiteres über das Schicksal Padis ist bisher nicht bekannt.
Eine 1996 gefundene Bauinschrift aus Ekron nennt Achisch, Sohn des Padi, als Herrscher von Ekron.